# Guadalupe Victoria, La Concordia
Guadalupe Victoria är en ort i Mexiko.   Den ligger i kommunen La Concordia och delstaten Chiapas, i den sydöstra delen av landet, 800 km sydost om huvudstaden Mexico City. Guadalupe Victoria ligger 588 meter över havet och antalet invånare är 851.
Terrängen runt Guadalupe Victoria är kuperad åt sydväst, men åt nordost är den platt. Runt Guadalupe Victoria är det glesbefolkat, med 19 invånare per kvadratkilometer. Närmaste större samhälle är El Ámbar, 11,4 km nordost om Guadalupe Victoria. I omgivningarna runt Guadalupe Victoria växer huvudsakligen savannskog.